# Anastasija Iljankowa
Anastasija Andriejewna Iljankowa (ros. Анастаси́я Андре́евна Ильянко́ва; ur. 12 stycznia 2001 w Lenińsku Kuźnieckim) – rosyjska gimnastyczka, srebrna medalistka XXXII Letnich Igrzysk Olimpijskich w Tokio, mistrzyni Europy, finalistka Mistrzostw świata i dwukrotna mistrzyni Rosji.

## Kariera

### 2016
Iljankowa była częścią kadry rosyjskiej na Mistrzostwach Europy juniorek w Bernie. Rosjanki wygrały drużynowe złoto z notą 168,179, zyskując przewagę ponad czterech punktów nad Wielką Brytanią i Rumunią. W finałach indywidualnych, Iljankowa wygrała kolejne dwa tytuły w ćwiczeniach na poręczach i równoważni, uzyskując punktację 14,766 i 14,400. Zajęła również 10. miejsce w wieloboju indywidualnym (52,433).

### 2017
Iljankowa dołączyła do rangi seniorek w 2017 roku. Jej pierwszym startem były Mistrzostwa Rosji, jednak przez kontuzję mogła konkurować jedynie w ćwiczeniach na poręczach asymetrycznych i ominęła zarówno Puchar Jesolo jak i Mistrzostwa Europy. Jej seniorski debiut odbył się podczas Pucharu świata w Osijeku, na którym zdobyła złoto na poręczach (14,200) i srebro na równoważni (13,333).
W sierpniu, Iljankowa wzięła udział w Pucharze Rosji, gdzie zdobyła złoto na poręczach z wysoką notą 15,275 oraz zajęła 4. miejsce na równoważni.
W październiku, Anastasija wystartowała w Mistrzostwach świata w Montrealu. W kwalifikacjach, zajęła 2. miejsce w ćwiczeniach na poręczach z notą 15,066, jednak przez popełniony błąd w finale zajęła ostatecznie 4. miejsce z końcowym wynikiem 14,900.
W grudniu, wzięła udział w Pucharze Woronina, jednak przez duże błędy na poręczach i równoważni nie zakwalifikowała się do żadnego finału.

### 2018
W marcu, Iljankowa wzięła udział w zawodach DTB Pokal Team Challenge w Stuttgarcie. Ogromna ilość błędów sprawiła, że kadra Rosji uplasowała się na 5. miejscu, nie zyskując tym samym kwalifikacji do finału.
W kwietniu, startowała w zawodach o puchar Jesolo, gdzie zdobyła brązowy medal w wieloboju indywidualnym z łączną notą 54,567 oraz złoto w konkurencji drużynowej. W finałach na przyrządach, Iljankowa zdobyła drugi złoty medal w ćwiczeniach na poręczach (14,600) i zajęła 8. miejsce na równoważni (11,100). Kilka dni później, Anastasija wzięła udział w Mistrzostwach Rosji w Kazaniu, gdzie zajęła 6. miejsce w wieloboju indywidualnym oraz 7. w ćwiczeniach na poręczach i równoważni.
W lipcu, Iljankowa zdobyła srebrny medal w wieloboju indywidualnym podczas Pucharu Rosji w Czelabińsku. W finałach na przyrządach, wygrała dwa brązowe medale w ćwiczeniach na równoważni i ćwiczeniach wolnych oraz zajęła 5. miejsce w ćwiczeniach na poręczach.

### 2019
W marcu, Iljankowa zdobyła swój pierwszy tytuł mistrzyni Rosji w Penzie, z notą 14,433 i dołączyła do reprezentacji kraju na nadchodzące Mistrzostwa Europy. Tydzień później, wygrała srebrny medal na poręczach podczas Pucharu świata w Baku. Pod koniec miesiąca, wygrała brązowy medal Pucharu świata w Dausze.
W kwietniu, Anastasija zdobyła tytuł mistrzyni na poręczach asymetrycznych (14,833) podczas Mistrzostw Europy w Szczecinie.
W czerwcu, zastąpiła Aliję Mustafinę podczas Igrzysk Europejskich w Mińsku. Podczas kwalifikacji, Iljankowa zajęła 3. miejsce na poręczach asymetrycznych, jednak ze względu na reakcję alergiczną była zmuszona wycofać się z finału.
W sierpniu, zajęła 4. miejsce na poręczach asymetrycznych podczas Pucharu Rosji w Penzie. Pod koniec roku, wzięła udział w Pucharze świata w Chociebużu, gdzie zajęła 6. miejsce na poręczach.

### 2020
W lutym, Iljankowa wystąpiła w Pucharze świata w Melbourne, gdzie zakwalifikowała się do finału na poręczach na pierwszej pozycji z wysoką notą 14,800, jednak upadek w finale sprawił, że ostatecznie zajęła 6. lokatę z punktacją 13,100. Miesiąc później wystąpiła w kolejnym Pucharze świata w Baku. Zakwalifikowała się do finału poręczy asymetrycznych na 2. miejscu (14,766), jednak ze względu na wybuch pandemii wirusa COVID-19, finały zostały odwołane.
W listopadzie, Iljankowa wróciła do zawodów podczas Mistrzostw Rosji w Penzie, gdzie zdobyła swój drugi tytuł mistrzyni kraju na poręczach asymetrycznych.

### 2021
Iljankowa startowała w Mistrzostwach Rosji w Penzie, gdzie zajęła 7. miejsce na poręczach i 5. na równoważni.
W czerwcu, Iljankowa wzięła udział w Pucharze Rosji, gdzie zdobyła brązowy medal na poręczach z notą 14,933. Rosja ogłosiła, że Iljankowa będzie częścią reprezentacji na nadchodzących Igrzyskach Olimpijskich w Tokio.

#### Letnie Igrzyska Olimpijskie w Tokio
Iljankowa reprezentowała Rosję podczas XXXII Letnich Igrzysk Olimpijskich w stolicy Japonii. Podczas kwalifikacji, zajęła 3. lokatę na poręczach asymetrycznych z notą 14,966, gwarantując sobie miejsce w finale. Ostatecznie, Iljankowa zdobyła srebrny medal z końcowym wynikiem 14,833. Mistrzyni świata Nina Derwael zdobyła złoto, podczas gdy mistrzyni olimpijska w wieloboju Sunisa Lee ukończyła finał z brązowym medalem.

### 2022
Po wybuchu wojny rosyjsko-ukraińskiej, Rosja została zdyskwalifikowana ze wszelkich międzynarodowych zawodów organizowanych przez Międzynarodową Federację Gimnastyczną.
W czerwcu, Iljankowa startowała w Pucharze Rosji w Kałudze, gdzie zdobyła srebrny medal w skoku.

## Historia zawodów
| Rok    | Zawody                                     | Miejsce         | AA                                                            | VT                                                            | UB                                                            | BB                                                            | FX                                                            | Drużynowo                                                     |
| Junior | Junior                                     | Junior          | Junior                                                        | Junior                                                        | Junior                                                        | Junior                                                        | Junior                                                        | Junior                                                        |
| ------ | ------------------------------------------ | --------------- | ------------------------------------------------------------- | ------------------------------------------------------------- | ------------------------------------------------------------- | ------------------------------------------------------------- | ------------------------------------------------------------- | ------------------------------------------------------------- |
| 2013   | Nadzieje Rosji                             | Penza           |                                                               |                                                               |                                                               |                                                               |                                                               |                                                               |
| 2014   | L'International Gymnix                     | Montreal        |                                                               |                                                               |                                                               |                                                               |                                                               |                                                               |
| 2014   | Nadzieje Rosji                             | Penza           |                                                               |                                                               |                                                               |                                                               |                                                               |                                                               |
| 2014   | Puchar Michaiła Woronina                   | Moskwa          |                                                               |                                                               |                                                               |                                                               |                                                               |                                                               |
| 2015   | L'International Gymnix                     | Montreal        |                                                               |                                                               |                                                               |                                                               |                                                               |                                                               |
| 2015   | Spartakjada                                | Penza           |                                                               |                                                               |                                                               |                                                               |                                                               |                                                               |
| 2015   | Letni Olimpijski Festiwal Młodzieży Europy | Tbilisi         |                                                               |                                                               |                                                               | 8                                                             |                                                               |                                                               |
| 2015   | Junior Japan International                 | Jokohama        | 8                                                             |                                                               |                                                               |                                                               |                                                               |                                                               |
| 2016   | L'International Gymnix                     | Montreal        | 4                                                             |                                                               |                                                               | 8                                                             | 5                                                             |                                                               |
| 2016   | Mistrzostwa Rosji                          | Penza           |                                                               |                                                               |                                                               | 7                                                             |                                                               | 5                                                             |
| 2016   | Mistrzostwa Europy                         | Berno           | 10                                                            |                                                               |                                                               |                                                               |                                                               |                                                               |
| 2016   | Elite Gym Massilia                         | Marsylia        |                                                               |                                                               |                                                               |                                                               |                                                               |                                                               |
| Senior |                                            |                 |                                                               |                                                               |                                                               |                                                               |                                                               |                                                               |
| 2017   | Mistrzostwa Rosji                          | Penza           |                                                               |                                                               | 4                                                             |                                                               |                                                               |                                                               |
| 2017   | Puchar świata                              | Osijek          |                                                               |                                                               |                                                               |                                                               |                                                               |                                                               |
| 2017   | Puchar Rosji                               | Penza           |                                                               |                                                               |                                                               | 4                                                             |                                                               |                                                               |
| 2017   | Mistrzostwa świata                         | Montreal        |                                                               |                                                               | 4                                                             |                                                               |                                                               |                                                               |
| 2018   | DTB Pokal Team Challenge                   | Stuttgart       |                                                               |                                                               |                                                               |                                                               |                                                               | 5                                                             |
| 2018   | Puchar Jesolo                              | Jesolo          |                                                               |                                                               |                                                               | 8                                                             |                                                               |                                                               |
| 2018   | Mistrzostwa Rosji                          | Kazań           | 6                                                             |                                                               | 7                                                             | 7                                                             |                                                               |                                                               |
| 2018   | Puchar Rosji                               | Czelabińsk      |                                                               |                                                               | 5                                                             |                                                               |                                                               |                                                               |
| 2019   | Mistrzostwa Rosji                          | Penza           |                                                               |                                                               |                                                               |                                                               |                                                               |                                                               |
| 2019   | Puchar świata                              | Baku            |                                                               |                                                               |                                                               |                                                               |                                                               |                                                               |
| 2019   | Mistrzostwa Europy                         | Szczecin        |                                                               |                                                               |                                                               |                                                               |                                                               |                                                               |
| 2019   | Igrzyska Europejskie                       | Mińsk           | rezygnacja z finałów                                          | rezygnacja z finałów                                          | rezygnacja z finałów                                          | rezygnacja z finałów                                          | rezygnacja z finałów                                          | rezygnacja z finałów                                          |
| 2019   | Puchar Rosji                               | Penza           |                                                               |                                                               | 4                                                             |                                                               |                                                               |                                                               |
| 2019   | Puchar świata                              | Chociebuż       |                                                               |                                                               | 6                                                             |                                                               |                                                               |                                                               |
| 2020   | Puchar świata                              | Melbourne       |                                                               |                                                               | 6                                                             |                                                               |                                                               |                                                               |
| 2020   | Puchar świata                              | Baku            | finały odwołane ze względu na wybuch pandemii wirusa COVID-19 | finały odwołane ze względu na wybuch pandemii wirusa COVID-19 | finały odwołane ze względu na wybuch pandemii wirusa COVID-19 | finały odwołane ze względu na wybuch pandemii wirusa COVID-19 | finały odwołane ze względu na wybuch pandemii wirusa COVID-19 | finały odwołane ze względu na wybuch pandemii wirusa COVID-19 |
| 2020   | Mistrzostwa Rosji                          | Penza           |                                                               |                                                               |                                                               |                                                               |                                                               | 5                                                             |
| 2021   | Mistrzostwa Rosji                          | Penza           |                                                               |                                                               | 7                                                             | 5                                                             |                                                               |                                                               |
| 2021   | Puchar Rosji                               | Penza           |                                                               |                                                               |                                                               |                                                               |                                                               |                                                               |
| 2021   | XXXII Letnie Igrzyska Olimpijskie          | Tokio           |                                                               |                                                               |                                                               |                                                               |                                                               |                                                               |
| 2022   | Puchar Rosji                               | Kaługa (miasto) |                                                               |                                                               |                                                               |                                                               |                                                               |                                                               |